# قرارداد کنسرسیوم
قرارداد کنسرسیوم، قراردادی بود که پس از کودتای ۲۸ مرداد بین ایران و کنسرسیومی از شرکت‌های نفتی بین‌المللی برای استخراج و تحویل منابع نفتی ایران به دولت شاهنشاهی ایران بسته شد. شرکت‌های نفتی بین المللی به استخراج نفت ایران ضمن احترام به مالکیت تمامیت تولید نفت ایران توسط دولت شاهنشاهی موافقت داشتند و صرفا سودی از طرف ایران به آن‌ها پرداخت می شد. پس از تصویب آن در سال ۱۹۵۴ که در سال ۱۹۷۹ منقضی می‌شد، علی‌رغم مذاکرات و پیشنهادهای متعدد، شاه ایران از تمدید قرارداد که در اصل و به وضوح فرض می‌کرد که کنسرسیوم حق دارد که آن را ۱۵ سال (۳ برابر ۵ سال) تمدید کند، خودداری کرد.

## پیشینه
پس از کودتای ۲۸ مرداد، نخست‌وزیر جدید، فضل‌الله زاهدی روابط با دولت بریتانیا را که در زمان محمد مصدق قطع شده بود از سر گرفت. مذاکرات نفت از ۲۲ فروردین ۱۳۳۳ با سرپرستی وزیر دارایی، علی امینی آغاز شد که منجر به قرارداد کنسرسیوم یا قرارداد امینی-پیج گردید. علی امینی، وزیر اقتصاد ملی دولت مصدق نیز بود. بر اساس قرارداد جدید اگرچه با وجود ملی شدن نفت ایران، مورد پذیرش طرف‌های خارجی قرار گرفت ولی دولت ایران تضمین می‌کرد که تا ۲۵ سال، نفت تولیدی را به شرکت‌های عضو و غیر عضو کنسرسیوم (آمریکایی، بریتانیایی، هلندی و فرانسوی) بفروشد. بدین ترتیب فروش نفت ایران پس از نزدیک به چهار سال وقفه در بهمن سال ۱۳۳۳ از سر گرفته شد.
محمد باهری مدعی است که محمدرضا پهلوی به صورت جداگانه یک‌بار به ارسلان خلعتبری، نماینده وقت مجلس و یکبار به خود باهری گفته بوده‌است که این قرارداد ایده‌آل من نیست و می‌دانم مناسب منافع کشور هم نیست ولی چه کنیم که در بیمارستان‌های ایران دوا نیست و حتی اگر دولت افغانستان یک قارقارک بفرستد روی ایران ما وسیله دفاعی نداریم چون پولی نداریم، من ناچارم این قرارداد را امضا کنم تا برای ضروری‌ترین کارهای کشور منابع تأمین کنم. شاه به‌طور خصوصی به باهری گفته بوده‌است که همین قرارداد را طرف‌های مقابل به شرطی امضا می‌کردند که مجری آن امینی باشد.

## تصویب مجلس
پس از ماه‌ها مذاکره در ۲۸ شهریور، به امضای طرفین و در ۲۹ مهر، به تأیید مجلس شورای ملی و در ۶ آبان، به تصویب مجلس سنا رسید. محمد درخشش، نماینده تهران در دوره هجدهم مجلس شورای ملی در مخالفت با قرارداد کنسرسیوم سخنرانی هفت ساعته کرد اما در نهایت مجلس با تنها ۵ رای مخالف، قرارداد کنسرسیوم را در ۲۹ مهر ۱۳۳۳، تصویب کرد.

## اعضای کنسرسیوم
«هفت‌خواهران» لقبی بود برای هفت ابرشرکت نفتی جهان که تا دهه ۱۹۷۰ میلادی و بحران ناشی از جنگ اعراب و اسرائیل، کنترل بیش از ۸۵ درصد نفت جهان را در اختیار داشتند. در کنسرسیومی که تشکیل شد، هر هفت شرکت بزرگ نفتی حضور داشتند و تنها عضو خارج از این گروه، شرکت نفت فرانسه بود که خود بعدها به یکی از ابرشرکت‌های نفتی جهان تبدیل شد. این هشت شرکت، یک هلدینگ به نام شرکای نفت ایران (IOP) ثبت کردند و به عنوان پیمانکار شرکت ملی نفت ایران که همزمان با ملی‌کردن صنعت نفت تشکیل شده بود، تمامی مراحل عملیات‌های اکتشاف، استخراج و فروش نفت ایران را به دست گرفتند. در این کنسرسیوم شرکت نفت ایران و انگلیس که یک سال بعد از سقوط دولت مصدق نامش به بریتیش پترولیوم تغییر کرده بود، ۴۰ درصد سهام را در اختیار داشت. دومین سهام‌دار اصلی، شرکت بریتانیایی-هلندی «رویال داچ شل» بود که ۱۴ درصد سهام را در اختیار گرفت. ۶ درصد سهام هم به شرکت نفت فرانسه تعلق گرفت که هم‌اکنون با نام شرکت «توتال انرژیز» فعال است. ۴۰ درصد باقی‌مانده سهام این کنسرسیوم هم به‌طور مساوی بین پنج شرکت نفتی بزرگ آمریکایی آن زمان تقسیم شد و به هرکدام هشت درصد سهم از نفت ایران رسید یعنی شرکت‌های گلف اویل، تکزاکو (در حال حاضر شِوْرون)، استاندارد اویل کالیفرنیا (در حال حاضر شِوْرون)، استاندارد اویل نیوجرسی (در حال حاضر اکسان) و استاندارد اویل نیویوک (در حال حضر اکسان موبیل). به بیان دیگر کنسرسیومی که بعد از کودتای ۲۸ مرداد، کنترل نفت ایران را در دست گرفت، در حال حاضر شش شرکت بزرگ نفتی‌اند که با عنوان «غول‌های نفتی» شناخته می‌شوند اما این شرکت‌ها در حال حاضر، دیگر مانند دهه ۱۹۵۰ میلادی، کنترل کامل بازارهای نفتی و قیمت نفت را در اختیار ندارند

## قرارداد ۱۳۵۲
قرارداد کنسرسیوم، ۲۵ ساله بود و بر اساس آن ایران تعهد کرد که تا سال ۱۳۵۸، کنترل نفت خود را در اختیار شرکت‌های کنسرسیوم قرار بدهد و نفت را تنها از طریق آنها بفروشد اما این قرارداد پیش از آنکه به پایان برسد در سال ۱۳۵۲ بازنگری شد، در بهمن ماه ۱۳۵۱، در پی ملاقاتی که بین محمدرضا پهلوی و رؤسای شرکت‌های نفتی غربی در شهر سن ورتیس در انگلستان صورت گرفت، مقدمات شکل‌گیری کنسرسیوم جدید با شرکت اکثر شرکت‌های نفتی غرب فراهم شد. در قرارداد جدید که در تابستان سال ۱۳۵۲ (۱۹۷۳) به تصویب رسید، ۸ شرکت نفتی حضور داشتند که کمی بعد ۶ شرکت دیگر نیز به آن پیوستند. در این قرارداد که مدت اعتبار آن ۲۰ سال تعیین شده بود، شرکت‌های نفتی غرب در محدوده مشخصی، حق عملیات ساختمانی یا حفاری داشتند. بدین ترتیب قراداد کنسرسیوم، به موجب قانون «قرارداد الغاء نفت با کنسرسیوم مصوب سال ۱۳۳۳ و اجازه اجرای قرارداد فروش و خرید نفت بین دولت شاهنشاهی ایران و شرکت‌های خارجی» در هشتم مرداد ۱۳۵۲، لغو و با قراداد خرید و فروش نفتی به مدت بیست سال دیگر بین ایران و کنسرسیوم جایگزین گردید. قرارداد دوم کنسرسیوم، در حکومت پهلوی، گام نهایی برای اجرای قانون ملی کردن صنعت نفت، توصیف شد. مدت این قرارداد ۲۰ ساله بود.

## سرانجام کنسرسیوم
از ۱۴ اسفند ۱۳۵۷، عملاً امتیازات اکتشاف، استخراج، پالایش و صدور نفت از کنسرسیوم سلب شد و در اختیار شرکت ملی نفت ایران قرار گرفت. به دنبال آن، شرکت‌های حاضر در کنسرسیوم به دیوان داوری لاهه شکایت کردند که بعد از ۷ سال بررسی‌های قانونی، سرانجام در ۲۷ آذر سال ۱۳۶۹، با صدور رای این دیوان، پروندهٔ کنسرسیوم به صورت قانونی مختومه اعلام شد.